# Distúrbios de outubro de 1988 na Argélia
Os distúrbios de outubro de 1988 foram uma série de distúrbios e manifestações desordeiras da juventude argelina, que iniciaram em 5 de outubro de 1988 e se encerraram no dia 11.  Os tumultos foram "os mais sérios" desde a independência da Argélia e envolveram milhares de jovens que "tomaram o controle das ruas".  Os motins começaram em Argel e se espalharam para outras cidades, resultando em cerca de 500 mortes e 1000 feridos.  Os tumultos indiretamente levaram à queda do sistema de partido único do país (o partido Front de Libération Nationale (FLN) que estava no poder desde 1962) e a introdução de uma reforma democrática, mas também a uma espiral de instabilidade e um conflito político cada vez mais vicioso que, em última instância, fomentaram a Guerra Civil Argelina.
O aumento dos preços, a elevada taxa de desemprego entre os jovens e as medidas de austeridade anunciadas pelo governo foram os principais motivos para os tumultos.
Os alvos dos protestos anárquicos incluíram lojas, escritórios, veículos oficiais e edifícios - que foram incendiados  - agências da Air Algérie, ônibus, sinalização rodoviária e outros símbolos estatais, qualquer automóvel que parecesse caro e o luxuoso centro de compras de Riad al Fath.
A polícia e a administração civil foram submetidas ao controle militar  e a tortura de detidos foi relatada em academias de polícia. O estado de emergência foi decretado em 6 de outubro e um toque de recolher estabelecido que decorreu da meia-noite às seis horas da manhã (a partir de 8 de outubro o toque de recolher não foi aplicado até as 8 horas da noite). A polícia era provocada como "judeus" pelos manifestantes (uma critica a Intifada em Israel).
Em geral, os tumultos foram direcionados ao crescente desespero social - em grande parte resultado da queda acentuada dos preços do petróleo nos anos anteriores - e ao ritmo lento da reforma econômica e política. Os protestos foram violentamente reprimidos, mas desencadearam um processo de lutas internas de poder e críticas públicas. Após os tumultos, o governo do presidente Chadli Bendjedid prometeu reformas políticas com uma "maior democratização da ação política" e "mudanças políticas e institucionais". A Constituição de 1989 foi submetida a um referendo em 23 de fevereiro de 1989.  A referência ao socialismo não seria encontrada na nova constituição e o reconhecimento da liberdade do indivíduo substitui o reconhecimento da liberdade do povo encontrada na constituição anterior.
A constituição de 1989 dá um novo papel ao exército relegando-o a defender a independência nacional da Argélia.   Finalmente, a nova constituição coloca uma ênfase na religião em seu preâmbulo, afirmando que a Argélia é uma "terra do Islã". 
A natureza simultânea e inesperada dos protestos, bem como suas consequências monumentais, levaram muitos observadores argelinos a traçar suas origens até intrigas dentro da elite dominante, com facções militares explorando a frustração da juventude argelina, e o descontentamento geral da população com a corrupção no aparelho estatal, para desacreditar a presidência ou forçar o seu controle. No entanto, existem poucas evidências para provar ou refutar esta tese.[carece de fontes?]